# Cardiospermum tortuosum
Cardiospermum tortuosum là một loài thực vật có hoa trong họ Bồ hòn. Loài này được Benth. mô tả khoa học đầu tiên năm 1844.